# Souprosse
Souprosse (gaskonsko Sopròssa) je naselje in občina v francoskem departmaju Landes regije Akvitanije. Naselje je leta 2009 imelo 1.014 prebivalcev.

## Geografija
Kraj leži v pokrajini Gaskonji 23 km jugozahodno od Mont-de-Marsana.

## Uprava
Občina Souprosse skupaj s sosednjimi občinami Audon, Carcarès-Sainte-Croix, Gouts, Lamothe, Le Leuy, Meilhan in Tartas (del) sestavlja kanton Tartas-vzhod s sedežem v Tartasu. Kanton je sestavni del okrožja Dax.

## Zanimivosti
- cerkev sv. Petra,
- cerkev sv. Štefana,
- gotska cerkev Notre-Dame de Goudosse iz 11. do 18. stoletja, francoski zgodovinski spomenik od leta 1995.

- Sveti Peter
- Sveti Štefan
- Notredamska cerkev

## Pobratena mesta
- Hagenthal-le-bas (Haut-Rhin, Alzacija);